# Мости (Львівський район)
Мо́сти — село в Україні, у Львівському районі Львівської області. Орган місцевого самоврядування — Комарнівська міська рада. Перша історична згадка про село — 1512 року. 
За даними перепису населення 2025 року, у селі мешкало 209 осіб. Загальна кількість дворів - 114, заселені - 75 дворів.
В селі стоїть дерев'яна церква Святого Архангела Михайла, 1947 року.
Існує легенда, що село було засноване рибалками. Рибалки їздили на рибу і будували мости, щоб добратись з лівого берега на правий і тому вони назвали село Мости. 